# Левчук Семен Лук'янович
Семен Лук'янович Левчук (3 листопада 1918, Мишурин Ріг, Катеринославська губернія — 16 березня 2005, Дніпродзержинськ, Дніпропетровська область) — полковник Радянської Армії, учасник Великої Вітчизняної війни, Герой Радянського Союзу (1944).

## Біографія
Семен Левчук народився 3 листопада 1918 року в селі Мишурин Ріг (нині Верхньодніпровський район Дніпропетровської області України). Після закінчення семи класів школи та школи фабрично-заводського учнівства у Дніпродзержинську працював у доменному цеху Дніпродзержинського металургійного заводу. Паралельно з роботою займався в аероклубі. У 1939 році Левчук був призваний на службу до Робочо-селянської Червоної Армії. У 1940 році він закінчив Балашівську військову авіаційну школу льотчиків. З листопада 1942 — на фронтах Великої Вітчизняної війни.
До вересня 1944 року гвардії старший лейтенант Семен Левчук командував ланкою 20-го гвардійського авіаполку 3-ї гвардійської авіадивізії 3-го гвардійського авіакорпусу АДД СРСР. На той час він здійснив 172 бойові вильоти в темний час доби на аерофотозйомку і бомбардування скупчень бойової техніки та живої сили противника, його важливих об'єктів.
Указом Президії Верховної Ради СРСР від 5 листопада 1944 року за «зразкове виконання завдань командування та виявлені при цьому мужність і героїзм» гвардії старший лейтенант Семен Левчук був відзначений високого звання Героя Радянського Союзу з врученням ордена Леніна та медалі «Золота Зірка» за номером 5131.
Після закінчення війни Левчук продовжив службу у Радянській Армії. 1948 року він закінчив Вищу офіцерську льотно-тактичну школу. 1959 року у званні полковника Левчука було звільнено в запас. Повернувся до Дніпродзержинська.
Помер 16 березня 2005 року, похований у Дніпродзержинську.
Був нагороджений двома орденами Леніна, двома орденами Червоного Прапора, орденами Олександра Невського, Вітчизняної війни 1-го ступеня та Червоної Зірки, поряд медалей.